# Eppeland
Eppeland  is een kleine nederzetting in fylke Agder in het zuiden van Noorwegen. De nederzetting, in het Noors aangeduid als gårdsgrend, omvat vijf boerderijen iets ten oosten van Dølemo aan Riksvei 41. In het verleden heeft er ook een school gestaan, maar die is in de jaren vijftig van de 20e eeuw gesloten. De schoolkinderen moeten nu naar Dølemo.